# Hetyen
Hetyen (ukránul Гетен (Heten), korábban Ліпове (Lipove)) falu Ukrajnában, Kárpátalján, a Beregszászi járásban.

## Fekvése
Beregszásztól 21 km-re északnyugatra fekszik. Közigazgatásilag a mezőkaszonyi kistérséghez tartozik.

## Nevének eredete
Neve puszta személynévből keletkezett magyar névadással. Az alapjául szolgáló Hetény személynév eredete vitatott. Egyes vélekedések szerint ez a magyar hét számnévnek a származéka. Más feltevés szerint a Hetény valamilyen népcsoport, törzs neve is lehet (l. Kiss Lajos: FNESz. I: 610-11).

## Története
1270-ben említik először „Heytin” néven a lónyai uradalom határjárásában, mint Angelus birtoka. 1566-ban feldúlták a tatárok és sokat szenvedett a Micze-patak és a Tisza áradásaitól is. 1607-től lett református a falu.
A 18. század végén Vályi András így ír róla: „HETÉNY. vagy Hetyen. Elegyes falu Bereg Várm. földes Urai több Uraságok, fekszik Mező Kaszonyhoz nem meszsze, és annak filiája.”
Fényes Elek 1851-ben kiadott geográfiai szótárában így ír a faluról: „Hettyén, magyar falu, Beregh vmegyében, Kaszonyhoz 1 1/2 órányira: 5 r. kath., 16 g. kath., 398 ref., 14 zsidó lak. Ref. anyaszentegyház. F. u. Bárczy, Bay, Lónyay s m. Ut. p. Beregszász.”
A trianoni békéig Bereg vármegye Mezőkaszonyi járásához tartozott. Ekkor a mesterségesen létrehozott Csehszlovákiához csatolták. 1938–44 között visszakerült Magyarországhoz.
1945-ben Szovjetunióhoz csatolták a települést. 1991 óta Ukrajnához tartozik.

## Népessége
- 1910-ben 751, túlnyomórészt magyar lakosa volt.
- 2005-ben 885 lakosából 867 (98%) magyar.

## Látnivalók
- Református temploma 14. századi eredetű, 1566-ban a tatárok felégették. Mai kőtemploma 1793-ban épült klasszicista stílusban. Fa harangtornya 18. századi.